# Нормы морали
Нормы морали (моральные нормы) — нормы поведения человека, возникающие из морали. Их исполнение является моральным долгом, их нарушение является источником моральной вины. Это одно из основных понятий этики.
Моральные нормы формируют систему, отличающуюся от остальных систем нормативных (права, обычая, этикета). Ряд авторов признаёт моральные нормы приоритетными по отношению к другим нормам, а иногда и придают им такие свойства, как категоричность, жёсткость, универсальность, неизменность. Другие указывают, что абсолютизирование моральных норм и рассмотрение их в качестве всеобщих и обязательных является источником фанатизма.
Нормы морали оцениваются гражданским обществом в связи с уровнем его развития.
Некоторые авторы различают «нормы морали», являющиеся руководящим принципом этики и вытекающие из него конкретные моральные нормы. Примерами высших норм морали являются норма авторства Фомы Аквинского: «Стремиться к добру, избегать зла», принцип стремления к «максимальной выгоде для максимального количества людей» Иеремии Бентама, категорический императив Канта или принцип «благоговения перед жизнью» Альберта Швейцера.

## Классификация норм морали
Мария Оссовская сделала классификацию моральных норм.
1. Нормы, касающиеся биологического существования, в частности, запрет убийства или защита жизни животных,
2. Нормы о достоинстве, в том числе понятия чести,
3. Нормы, касающиеся независимости, в том числе основных личных свобод,
4. Нормы, касающиеся конфиденциальности,
5. Нормы, касающиеся доверия, в том числе правдивости, верности,
6. Нормы справедливости,
7. Нормы, касающиеся социальных конфликтов,
8. Нормы, сформулированные в виде рекомендаций, разного рода этические добродетели,
9. Нормы других моральных нормах, в том числе:

1. Принцип, согласно которому аналогичные случаи должны рассматриваться подобным же образом,
2. Категорический императив Канта, в соответствии с которым следует применять только те нормы, которые мы хотели бы, чтобы они стали всеобщим законом (чтобы можно было их обобщить),
3. Принцип, согласно которому никто не должен быть судьёй в собственном деле.

## Связь с культурой
Психолог Мишель Гельфанд указывает на связь моральных норм с культурой того или иного народа (теория «культурной жёсткости-свободы»). «Жёсткие» культуры по Гельфанд имеют более строгие моральные нормы и строгие меры наказания за нарушения этих норм; свободные культуры имеют более слабые социальные нормы и более высокую терпимость к девиантному поведению.